# The New England Journal of Medicine
Медицинский журнал Новой Англии (англ. The New England Journal of Medicine, NEJM) — издаваемый на английском языке медицинский рецензируемый научный журнал. Издатель — Медицинское общество Массачусетса (англ. Massachusetts Medical Society), США. Это старейший периодический медицинский журнал в мире, и наиболее широко читаемое, цитируемое и влиятельное периодическое издание по общей медицине в мире.
 Импакт-фактор —  79.258 в 2017 г.

## История
Журнал был основан доктором Джоном Коллинзом Уорреном в 1812 году
 как выходящее раз в 3 месяца издание под названием The New England Journal of Medicine and Surgery. В течение одного 1827 года он назывался New England Medical Review and Journal. В 1828 году, он стал еженедельником, и был переименован в The Boston Medical and Surgical Journal; столетие спустя он получил своё современное название.
Журнал публикует редакционные статьи, документы по оригинальным исследованиям, широко цитируемые обзорные статьи, переписку, тематические доклады, и имеет специальный раздел под названием «Диагностические изображения в клинической медицине» («Images in Clinical Medicine»).

## Влияние
В 1977 г. журнал награждён престижной журналистской премией George Polk Awards за «предоставление первого значительного мейнстримного освещения публикаций, которые могут достичь огромного внимания и престижа в последующие десятилетия».
Журнал, как правило, имеет самый высокий импакт-фактор из журналов по клинической медицине (включая Journal of the American Medical Association и The Lancet); в 2006 году импакт-фактор составил 51, согласно ежегодным публикациям Journal Citation Reports, первый исследовательский журнал, превысивший отметку 50.
В 2009 году вошёл в Список 100 самых влиятельных журналов биологии и медицины за последние 100 лет.

## Политика открытого доступа
NEJM предоставляет задержанный на 6 месяцев свободный доступ в Интернете к исследовательским статьям, опубликованным в журнале после 1993 года. Эта задержка не применяется к читателям из наименее развитых стран, для которых контент доступен бесплатно для личного использования.
NEJM также предоставляет возможности подкастинга для интервью с врачами и исследователями, которые опубликовались в журнале, а также изображения и видеоматериалы в области клинической медицины.

## Редакторы
- Walter Prentice Bowers, 1921—1937
- Robert Nason Nye, 1937—1947
- Joseph Garland, 1947—1967
- Franz J. Ingelfinger, 1967—1977
- Arnold S. Relman, 1977—1991
- Jerome P. Kassirer, 1991—1999
- Marcia Angell, 1999—2000
- Jeffrey M. Drazen, 2000-2019
- Eric Rubin, 2019–настоящее

## Другие ведущие медицинские журналы
- Journal of the American Medical Association (JAMA)
- The Medical Letter on Drugs and Therapeutics
- Canadian Medical Association Journal
- Nature Medicine
- The Lancet
- British Medical Journal
- Annals of Internal Medicine
- Annals of Surgery
- Archives of Internal Medicine
- Journal Watch, совместные публикации с NEJM
- Список медицинских журналов (на английском языке)